# Loxostege caradjana
Loxostege caradjana is een vlinder uit de familie van de grasmotten (Crambidae). De wetenschappelijke naam van de soort is voor het eerst geldig gepubliceerd in 1991 door Popescu-Gorj.